# Meinhardinum Stams

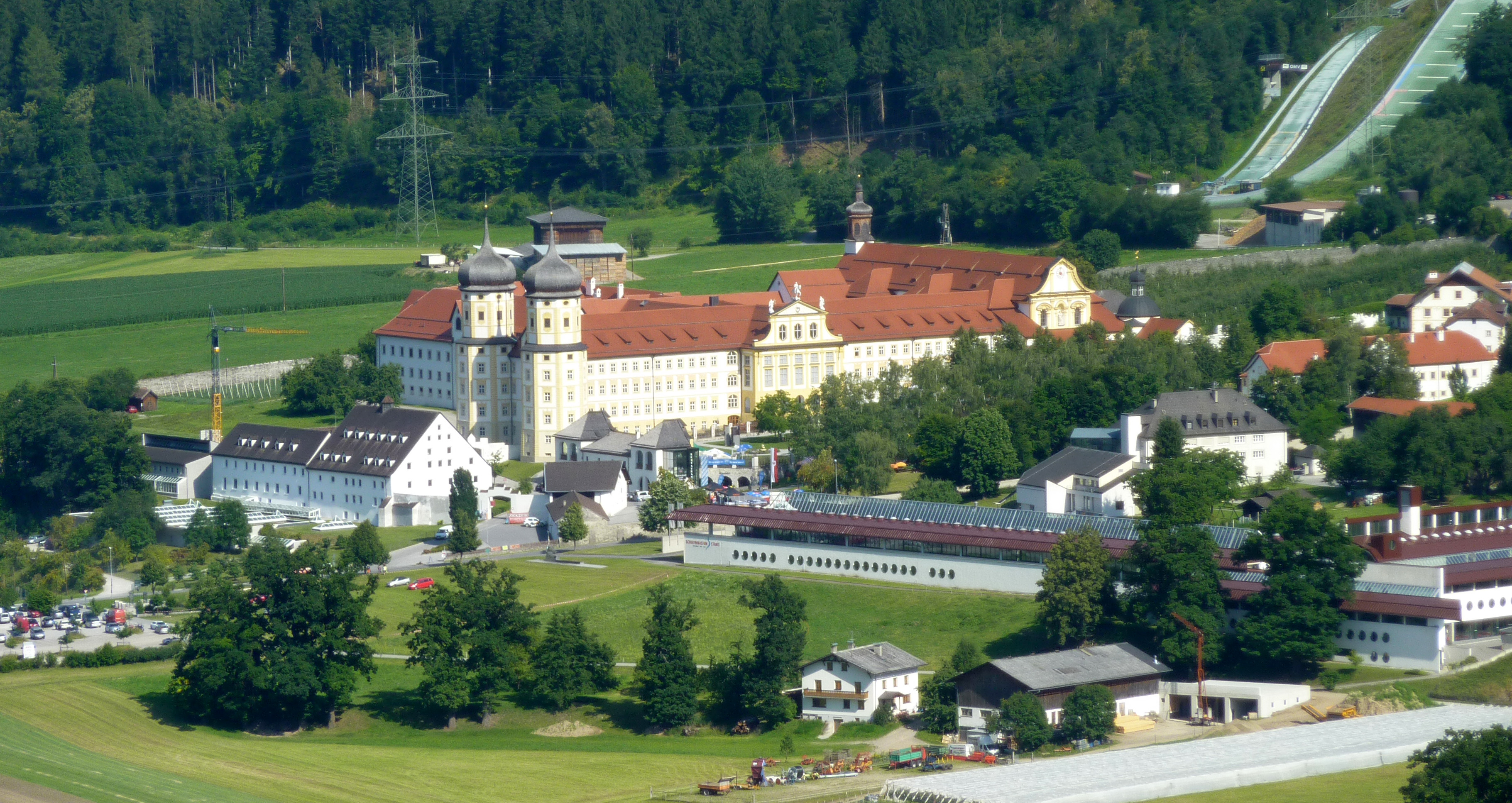
Gymnasium und Aufbaurealgymnasium Meinhardinum im Trakt Alte Mühle vom Stift Stams

Das Meinhardinum Stams ist ein Gymnasium und Aufbaurealgymnasium in der Gemeinde Stams im Bezirk Imst in Tirol. Der Schulerhalter und das Schulgebäude ist das Stift Stams.

## Geschichte
Die private Maturaschule mit einem Internat und dem Lehrplan eines humanistischen Gymnasiums wurde 1949 unter dem Abt Eugen Fiderer im Fürstentrakt des Klosters begonnen und bot überwiegend Männern im Alter von 20 und mehr Lebensjahren im Nachkriegsösterreich die Möglichkeit zu einer Matura. Die Matura selbst erfolgte zumeist in Bregenz oder Innsbruck. In den ersten Jahren begann ungefähr die Hälfte der Maturanten ein Theologiestudium zum Geistlichen. Die jeweiligen Lehrer kamen zumeist nur für einige Monate pro Unterrichtsgegenstand nach Stams.
Zum Schuljahr 1960/61 erhielt die Schule das Öffentlichkeitsrecht als fünfjährige Aufbaumittelschule als Aufbaugymnasium mit Griechisch und Latein und das Aufbaurealgymnasium mit Englisch und Latein.
1963 erhielt die Schule auf Anregung des damaligen Landeshauptmann Eduard Wallnöfer den Namen Meinhardinum.
1963/64 gab es bereits 5 Klassen und 1964 maturierten sieben Kandidaten zum ersten Mal in Stams. Zum Schuljahr 1966/67 wurde Griechisch zum Auslaufangebot und 1970 maturierte die letzte Griechisch-Klasse. 1967/68 wurde eine sogenannte Übungsklasse für Absolventen einer Hauptschule eingeführt um den Umstieg in ein Gymnasium zu erleichtern und 1968/69 wurde erstmals eine Schulstufe mit zwei Klassen begonnen.
Bedingt durch ein Volksbegehren in Österreich wurde das neunte Schuljahr an Gymnasien abgeschafft. Dadurch maturierten 1970 in Stams drei Klassen, die fünfte Klasse und die zwei vierten Klassen. Mit dem Schuljahr 1972/73 wurden erstmals zwei Mädchen aufgenommen und in den Folgejahren besuchten stetig mehr Mädchen die Schule. Es zeigte sich jedoch ein Rückgang der Schülerzahlen, weshalb mit 1981/1982 auch mit einer Unterstufe begonnen wurde. Damit einstanden zwei Schultypen, das neusprachliche Gymnasium mit Unterstufe und das traditionelle Aufbaurealgymnasium, welche bis heute bestehen.
1985 bezog die Schule durch Umbau und Zubau im Stift Stams den Trakt Alte Mühle. 1996 erfolgte ein weiterer Zubau und der Bau einer neuen Turnhalle. 2015 wurde die Schule um den Neubau im Osten erweitert, der nicht nur Klasse enthält, sondern auch einen in den Boden versenkten Biologietrakt und den zentralen Roten Platz.
1998 wurde in Silz mit einem Sprachaustauschprojekt Tirol–Trentino, der Sommerschule, begonnen, die später in Mötz und seit 2003 ebenfalls in Stams angesiedelt ist.

## Bildungsformen
- Gymnasium mit dem Schwerpunkt Fremdsprachen mit teilweise bilingualem Unterricht
- Aufbaurealgymnasium für Absolventen von Hauptschulen beziehungsweise Neuen Mittelschulen mit dem Schwerpunkt Naturwissenschaften mit Praktika in Biologie, Physik und Chemie

Außerdem wird eine Sommerschule Stams als Sprachaustauschprojekt geführt.
Angeschlossen ist ein Internat.

## Leitung
- 1949–1960 Franz Rohracher[5]
- 1960–1981 Abt Bernhard Slovsa
- 1981–1982 Raimund Jandl, provisorisch[6]
- 1982–2002 Pater Augustin Neumüller[7]
- 2002–2011 German Erd
- 2011–2021 Georg Jud[8]
- seit 2021 Christine Tiefenbrunner-Handl

## Lehrer
- Josef Maria Köll

## Schüler
- Hans Köchler (* 1948), Philosoph und Universitätsprofessor